# Stazione di Lubiana Tivoli
La stazione di Lubiana Tivoli (in sloveno Železniško postajališče Ljubljana Tivoli) è una stazione ferroviaria posta sulla linea ferroviaria Lubiana-Sesana. Serve il comune di Lubiana ed è situata nei pressi del parco Tivoli.